# Niclas Keisjer

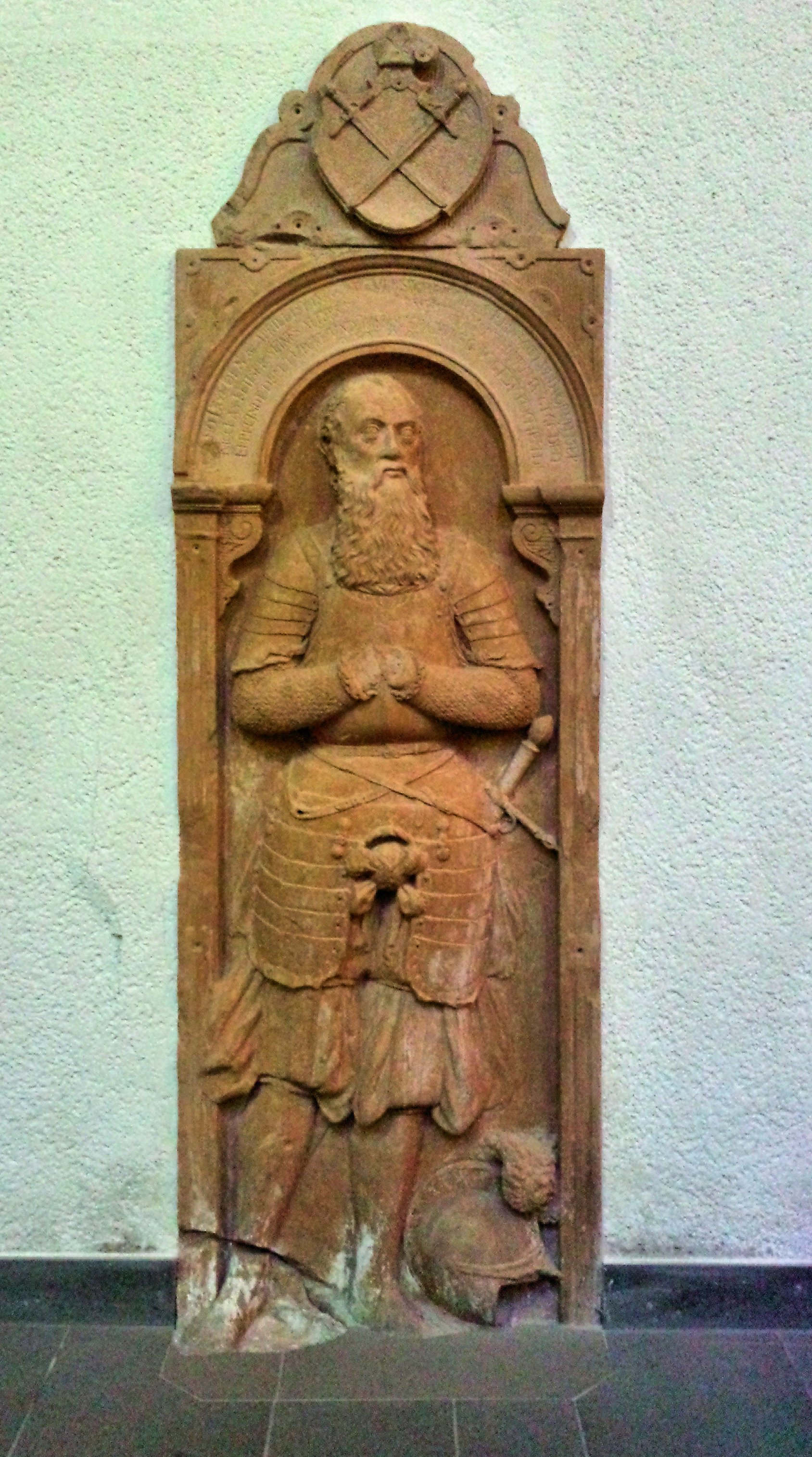
Epitaph von Niclas Keisjer in der Pfarrkirche St. Martin in Cochem

Niclas Keisjer (Kayser d. Ä.) (* um 1481 in Cochem; † 6. April 1569 ebenda) war ein kurtrierischer Kellner und Vogt.

## Leben
Niclas Keisjer diente im Jahre 1529 als kaiserlicher Hauptmann während der Ersten Wiener Türkenbelagerung. Im Anschluss daran war er für 5 Jahre kurtrierischer Kellner in Ulmen sowie bis zum Jahr 1557 kurtrierischer Vogt in Cochem. Ein von ihm im alten Chor in der Cochemer Pfarrkirche St. Martin erhaltenes Epitaph zeigt Keisjer in lebensgroßer Darstellung.
Das porträthafte prunkvolle Grabstein-Epitaph von Nicolas Keisjer ist etwa 1,85 m groß, wurde aus grauem Sandstein gefertigt und mit einer dicken Schicht Ölfarbe bestrichen. Bei der Renovierung im Jahre 1997 wurden die Dispersions- und Ölfarbanstriche entfernt und es wurde stattdessen eine Kalkstein-Lasur aufgetragen.
In der Darstellung wird Keisjer in seiner Prunkrüstung mit Kettenhemd, glattem Brust-, Schulter- und Beinharnisch, sowie Pluderhosen gezeigt. Zu seinen Füßen befindet sich sein Helm, die ursprünglich angesetzten gefalteten Hände sind verlorengegangen und im oberen Giebel ist das bürgerliche Wappen dargestellt. Im oberen Bogenfries wurde eine Inschrift eingebracht, die folgenden Text enthält.

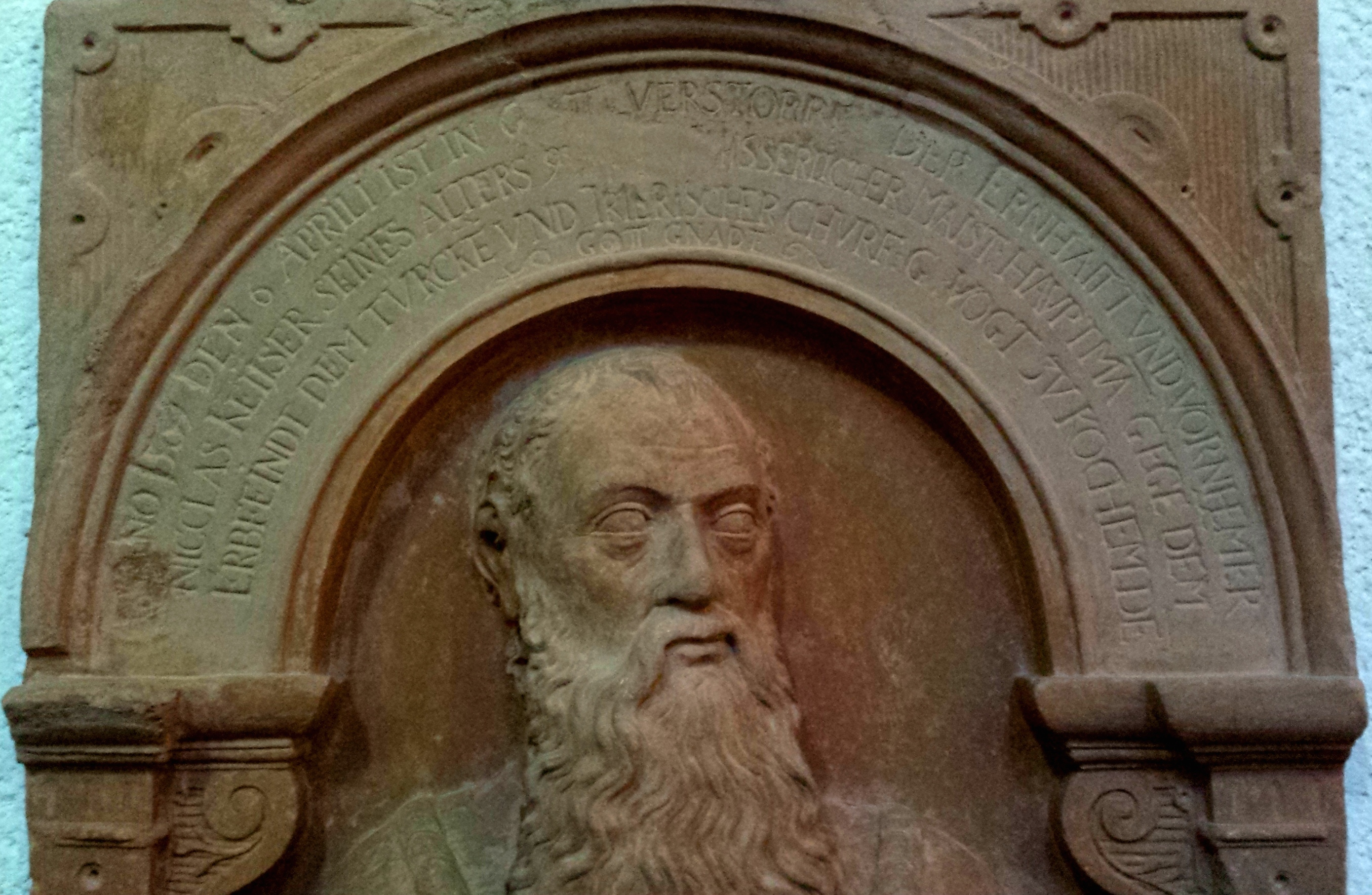
Bogenfries mit Inschrift

AN(N)O 1569 DEN 6. APRIL IST IN GOTT VERSTORBEN DER EHRENHAFTE UND VORNEHME NICLAS KEIJSER, SEINES ALTERS 99 JAHR. KEIJSERLICHER MAJ(E)ST(ÄT) HAUPTMA(NN) GEGE(N) DEM ERBFEINDT DEM TÜRCKE UND TRIERISCHER CHURF. G(NADEN) VOGT ZU KOCHEM. DE(M) GOTT KE(H)R UND WEN(D) ALLE DING ZU GUDE END. MEIN HOFFNU(N)G ZU DIR UND ZU NIEMANDS MEHR.